# Peter & Max: A Fables Novel
Peter & Max: A Fables Novel — роман 2009 года, основанный на серии комиксов Fables. Написан Биллом Уиллингемом, создателем серии комиксов.

## Синопсис
Роман переключается между рассказом истории главных героев в Гессене, их родине, и текущими событиями в земном мире (то, что сказания называют нашим миром).

## Отзывы
Ричард Джордж из IGN дал роману оценку 9,1 из 10 и назвал его «смелым шагом» для серии комиксов. Саманта Нельсон из The A.V. Club поставила произведению оценку «C» и отметила, что «книга не выходит за рамки простого рассказа о добре и зле, стандартной тёмной сказки». Журналист из Fantasy & Science Fiction похвалил художника.